# Tapiz románico de la Creación
El tapiz de la Creación, románico del siglo XI, es una pieza única y excepcional entre los pocos bordados que se conocen y se conservan, sólo comparable al tapiz de Bayeux; tiene unas dimensiones de 3,65 x 4,67 metros. Desarrolla un tema teológico tal y como puede verse en los manuscritos españoles contemporáneos.
Aunque recibe el nombre de tapiz, un paño ornamental tejido en su totalidad, no lo es. Se trata de un bordado o labor donde los hilos añadidos siguen la silueta diseñada de los motivos y figuras, realizado con la técnica llamada pintura a la aguja. Se encuentra custodiado en el Museo Capitular de la catedral de Gerona. Se trata de una obra de grandes dimensiones, de colores intensos, con escenas sobre la creación. Es un trabajo delicado de gran calidad técnica y artística. Salió de uno de aquellos talleres donde trabajaban grandes artistas que rivalizaban con los fabricantes de tejidos ricos, tan apreciados en la Alta Edad Media. La obra ha estado expuesta fuera de la catedral en dos ocasiones: el año 1888 en la Exposición Universal de Barcelona y posteriormente en 1892 se expuso en Madrid.

## Precedentes históricos

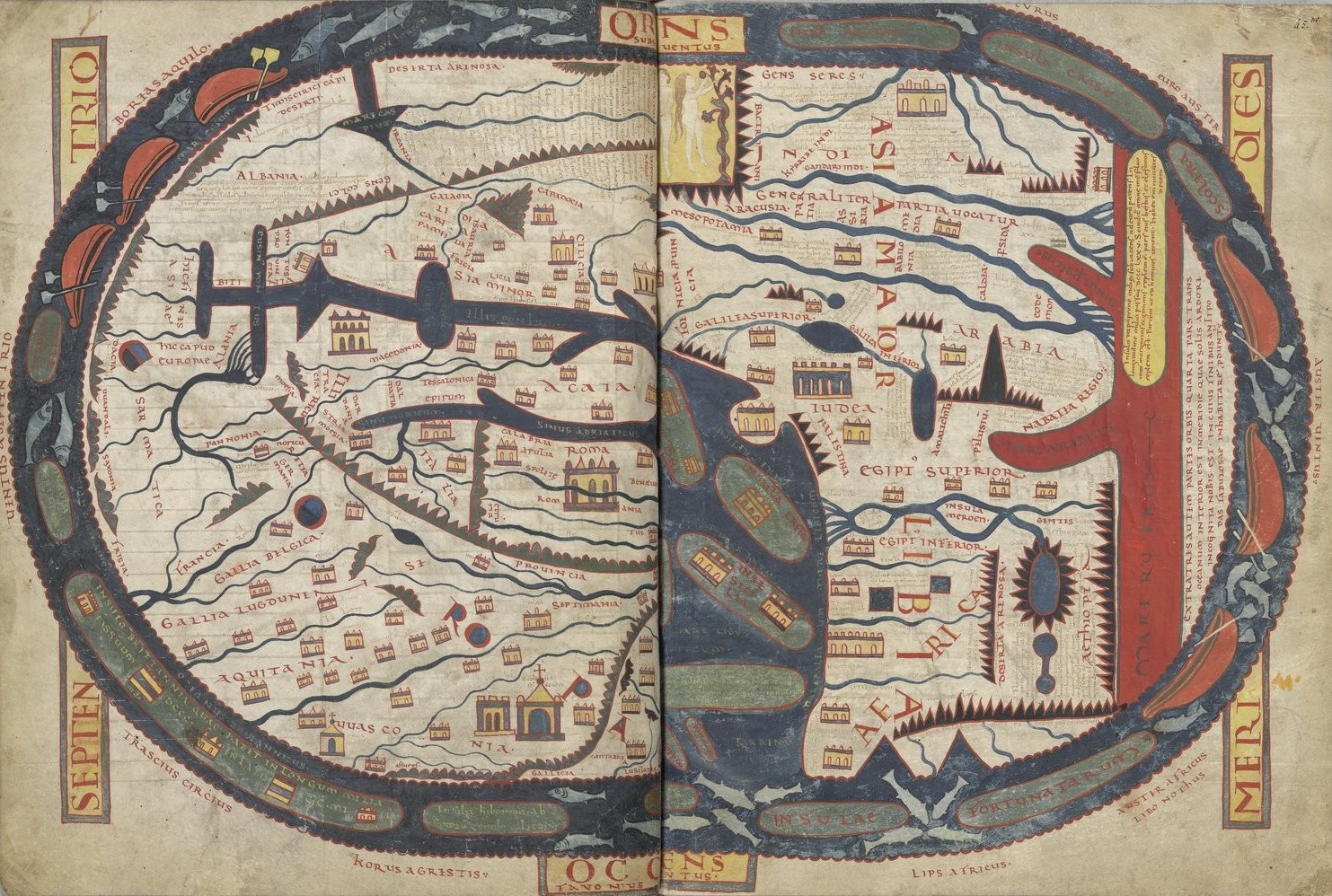
Ejemplar del mapamundi de Beato de Liébana (anterior a 1072), conservado en el manuscrito de Saint-Sever. El mapa se orienta hacia el este y no hacia el norte, en contraste con la costumbre de la cartografía moderna. Se dice, por lo tanto, que el mapa está "orientado".

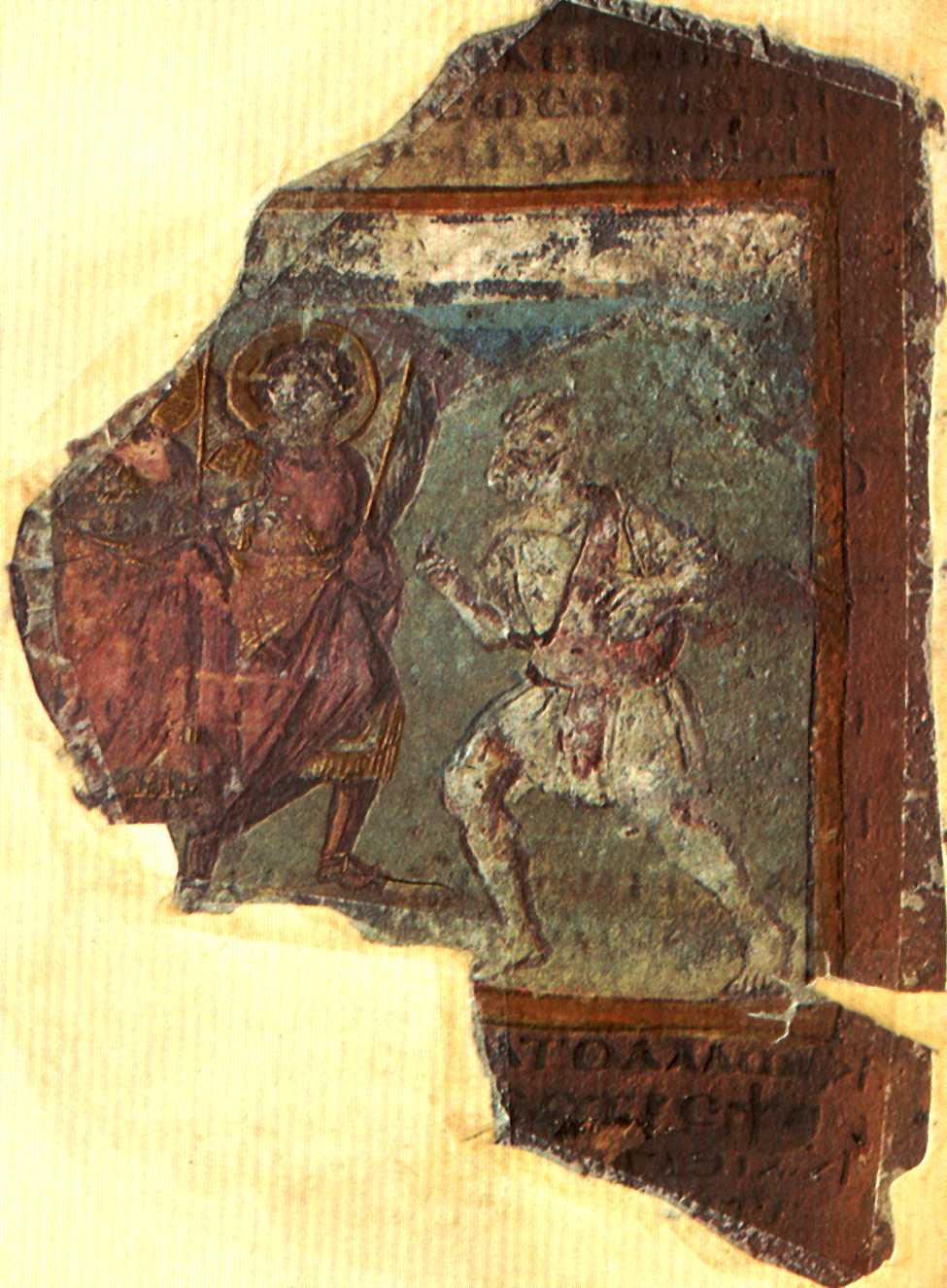
Detalle de Abraham con ángeles del Cotton Gènesi.

En la Edad Media, Dios era considerado el gran creador del Universo, centrado alrededor de la Tierra y sus siete cielos: el aire, el éter, el firmamento —con los cuerpos celestes—, el espacio ígneo, el cielo de los ángeles y el cielo de la Trinidad. Para el hombre medieval, la arquitectura divina era la perfección de las formas simples, como las esferas y los cuadrados. El conocimiento de la Tierra que se tenía en aquella época era como la del Paraíso: lo que se conocía era gracias a las revelaciones divinas; solamente en tratados antiguos de Plinio o Cayo Julio Solino, o en los textos de Jerónimo de Estridón e Isidoro de Sevilla, se podía encontrar la descripción de la Tierra.
De esta época cabe destacar mapamundis como el mural del pórtico del Palacio de Letrán, el de plata de Carlomagno o el del palacio episcopal de Orleans y sobre todo las ilustraciones de Beato de Liébana sobre el Comentario al Apocalipsis. Estas ilustraciones llegaron a Europa en la Edad Media, gracias al Génesis alejandrino del Cotton Génesis y al Génesis de Viena de Constantinopla y se pueden apreciar la influencia en el bordado de Gerona. Según las descripciones del Génesis, que Beato de Liébana tomaba como base, la Tierra era plana y sobre ella se elevaba el cielo, donde se movían el Sol, la Luna y toda una serie de elementos luminosos más pequeños, como los planetas y las estrellas. En el mapamundi del Beato de Liébana, el orbe se presenta como un disco circular rodeado por las aguas del océano. La Tierra se divide en tres continentes: Asia (semicírculo superior), África (cuadrante inferior derecho), y Europa (cuadrante inferior izquierdo), que corresponden respectivamente a los descendientes de los tres hijos de Noé: Sem, Cam y Jafet. Situada en el centro del mundo se encuentra Jerusalén, la ciudad sagrada del judaísmo y el cristianismo, donde Abraham estuvo a punto de sacrificar a su hijo Isaac y donde tuvieron lugar los sucesos de la Pasión y Resurrección de Cristo. La concepción de Jerusalén como umbilicum mundi era bastante corriente en la espiritualidad cristiana medieval.
La liturgia en la época románica acostumbraba a valerse, entre otros, de los baldaquinos como coronamiento del altar, de clara tradición oriental. Había de dos modalidades: los baldaquinos con forma de templetes abiertos con arcos en sus cuatro caras sostenidos por columnas y los que eran un plafón pintado que se colocaba detrás del altar sobre los muros del ábside.

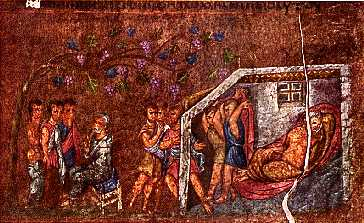
Detalle de una página del manuscrito del Génesis de Viena.

El historiador Josep Bracons cree que en origen, el Tapiz de la Creación sirvió de baldaquino en el altar de la catedral de Gerona. También es muy probable que fuese tejido en Cataluña, dentro de la Marca Hispánica, aunque su iconografía remite a modelos antiguos orientales o carolíngios. Manuel Castiñeiras profesor de la Universidad Autónoma de Barcelona, en su estudio sobre el tapiz, considera como hipótesis que la obra fue un tapiz de suelo o alfombra y no una pieza de pared o una cubierta de baldaquino; también refiere que los temas representados remiten a una cultura cosmológica altomedieval con fuertes raíces en el mundo clásico, carolingio y bizantino. Durante los siglos XI y XII la especulación teológica era libre, y esta manera de programas omnipresentes sobre la cosmología y la historia de la salvación eran muy habituales; además de en el tapiz de Gerona, se pueden observar en el manto de Ewaldi de San Cuniberto en Colonia, y en el manuscrito del Génesis de Viena, realizado entre los años 550 y 570 en Constantinopla. El Tapiz de la Creación de Gerona recoge en sus bordados a la vez el cielo y la tierra, lo humano y la naturaleza, y la imagen cosmológica del mundo de los inicios de la Baja Edad Media, tal como se conoce por medio de los libros de Hildegard de Bingen.
Los historiadores plantean la hipótesis de que el tapiz fuese elaborado en un monasterio femenino a la sombre de una gran dama de la nobleza. Se señalan como posibles elaboradores a las monjas benedictinas del monasterio de San Daniel de Gerona por encargo de la condesa Mafalda de Apulia, viuda de Ramón Berenguer II y madre de Ramón Berenguer III, muy vinculada al monasterio donde falleció y que recibió sepultura en la catedral de Gerona.

## Descripción

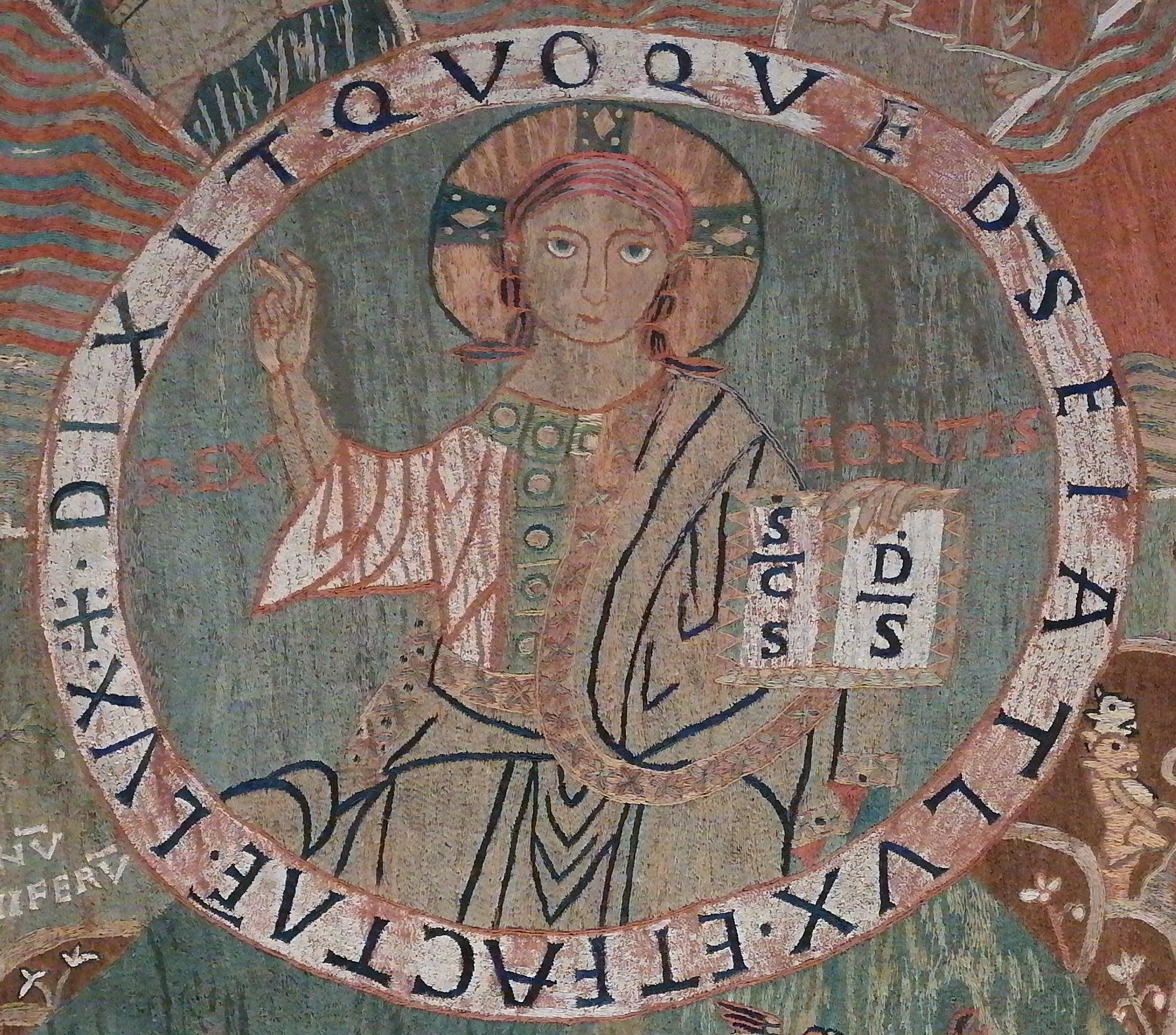
Pantocrátor en la parte central del Tapiz de la Creación de la catedral de Gerona.

El Tapiz de la Creación se encontraba en Gerona entre finales del siglo XI o principios siglo XII. El año 1097 se cree que tuvo lugar la colocación del tapiz en la catedral, la tela podría haber servido como alfombra de lujo con motivo del concilio presidido en Gerona ese mismo año, por el arzobispo de Toledo Bernardo de Sedirac. Aunque la primera referencia documental del tapiz es del siglo XVI y proviene de la visita que realizó el emperador Carlos I a Gerona.
El historiador Pere de Palol comenta:

No se sabe cuando aparece este bordado en la catedral de Gerona. No figura escrito en ninguna de las listas de inventario que se hacían en las catedrales con motivo de las visitas pastorales, donde, siempre constraban los tejidos, tapices o antipendios de altar, sin que nunca se haya podido identificar ninguna de estas piezas con el bordado que estudiamos. Hay que decir, que aparece nombrado con ocasión de la visita que Carlos V, hizo a Gerona el 25 de febrero de 1538, tema estudiado por Batlle i Prats. El monarca después de ver la catedral, volvió para contemplar, por segunda vez," el trapo de Carlos el Grande de la historia del emperador Constantino" [...] El bordado fue nombrado "de Carlomagno", como tantas otras piezas de la catedral de Gerona ( silla de Carlomagno, campanario o torre de Carlomagno, estatua de Carlomagno), sin ningún fundamento.
En realidad podemos decir que el descubrimiento tuvo lugar al final del siglo XIX y tuvo un carácter enteramente erudito, de investigación, precisamente a causa de la singularidad del bordado.

Está formado por un fondo de lana de color terracota hecho con hilos también de lana de colores (rojo, verde, amarillo, azul celeste, azul marino, gris y fibras de lino blanco en punto de tija y de cadeneta). Según González Mena, hay dos puntos de bordado diferentes y la tela se trabajó en un gran bastidor con marco móvil: 

...el punto de cadeneta para los contornos y endografias, y el punto de cordón y de figura para cubrir espacios.

Técnicamente se trata de un bordado, pero se ha denominado tapiz porque es el nombre que se le daba en la Edad Media, el bordado está hecho sobre una tela de lana fina de color vermellón, con una fuerte torsión en «Z» y una trama en «S», hecho con una aguja larga y con la técnica de acu pictae, es decir, pintura a la aguja. Es una obra de grandes dimensiones (358 x 450 cm). Según un estudio técnico del año 2012 encargado por el Centro de Restauración de Bienes Muebles de Cataluña a las restauradoras Carmen Masdeu y Luz Morata, la pieza podría haber tenido unas medidas de 480' x 540 cm. El bordado habría estado compuesto por siete franjas de tela del mismo largo: cinco en sentido vertical y dos en horizontal, a las que se habrían de añadir dos más pequeñas en los ángulos superior e inferior derecho. El tapiz actual presenta seis franjas de tejido de forma rectangular y de las mismas características. La superior es la única que se conserva casi entera, da la largura del telar en que fueron hechas las seis franjas de 420 cm, esta franja es horizontal y las otras cinco, verticales están cortadas todas en la parte inferior y la de la derecha está muy reducida en la anchura.
Del original se conserva la parte superior, formada por tres ciclos iconográficos:
- el ciclo del Génesis, presidido por el Pantocrátor
- el ciclo de los elementos cósmicos
- el ciclo narrativo de la leyenda de la Vera Cruz por Santa Elena.

Todos estos grupos de iconográfica básica representan la salvación como propósito.
El personaje principal central del tapiz es Jesús que está representado como un hombre muy joven y sin barba. A su alrededor hay ocho escenas radiales acompañadas por inscripciones del Génesis desde los días de la creación del mundo hasta la creación de Eva. Está claro que, quitadas las escenas de la luz y las tinieblas, los modelos proceden de las miniaturas de algún manuscrito al que tuvieron acceso los artistas del taller, seguramente de la familia del Cotton Génesis y del Génesis de Viena. Encima del Pantocrátor se ven los primeros días del Génesis, cuando el hombre aún no había sido creado: el espíritu de Dios en forma de paloma sobrevolando el agua y, a sus lados, los ángeles de la luz y de las tinieblas con una antorcha, el firmamento y la separación del cielo y de las aguas. Debajo de Cristo hay un fragmento mayor que contiene la creación del mundo animal y vegetal y, a sus lados, Adán y los animales saltando a sus pies; la otra escena es la creación de Eva, que, estando dormido Adán, le sale de una costilla; delante de ellos tiene el árbol del conocimiento del bien y del mal.
|  |  |  |

Los dos círculos principales centrales constan de unas bandas con inscripciones del libro del Génesis:
- Alrededor del Cristo: Dixit quoque Deus fiat lux et facta est lux (Génesis I,3) - "Y Dios habló: Que se haga la luz! I la luz se hizo".
- En el círculo exterior: In principio creavit Deus coelum et terram (Génesis I,1), mare et omnia qua in eis sunt et viit Deus cuncta que fecerat et erant valda bona (Génesis I,31) - "En el principio Dios crea cielo y tierra, el mar y todas las cosas que se encuentran. Y Dios vio que todo lo que había creado era bueno."

Los cuatro vientos principales están representados por figuras de jóvenes a la manera romana; tienen alas en la espalda y en los pies, se dejan llevar cabalgando sobre recipientes de cuero llenos de aire y cada muchacho sopla dos cuernos a la manera tradicional. Están colocados en los ángulos de la segunda circunferencia, formando un cuadrado que tiene alrededor las franjas de otro ciclo iconográfico relativo al paso del tiempo; en los ángulos de estas franjas hay los cuatro ríos del Paraíso, dentro de círculos y que se representan simbólicamente a la manera tradicional, mostrando unas jarras que vierten agua.
En el central de la franja superior, la figura de un anciano barbado representa el año en esquema circular, que en los manuscritos medievales se acostumbraba a situar en la parte central de toda la representación.  Aquí está ocupada por el Pantocrátor, cosa que hace que se traslade al centro de la parte superior; a ambos lados se incorporan las cuatro estaciones del año, mientras en los recuadros extremos se ven, a un lado Sansón y la constelación de Hércules.
En las bandas laterales se representan los meses: a la izquierda del espectador, a partir de febrero hasta junio, y a la derecha con solo fragmentos, desde julio hasta octubre. Debajo de febrero hay un círculo donde está representado el Sol como domingo, sobre un carro tirado por una cuadriga y, en el lado opuesto, junto al mes de octubre, dentro de otro círculo se encuentra la representación de la Luna como lunes con un carro tirado por bueyes. Las representaciones de los meses están próximas al manuscrito carolingio de Salzburgo.
El ciclo de la franja inferior procede probablemente de un codex purpureus. Se cree que debía constar de tres tiras, pero solo se conserva parte de la primera: Elena de Constantinopla habla con los judíos en Jerusalén, uno de ellos busca la Cruz y encuentra tres. Estas escenas las preside un personaje real, posiblemente agios Constantino llevando la cruz sobre la espalda y sobre la cabeza una corona del tipo kamelaukion de estilo bizantino del siglo XI. Un manuscrito de la época conservado en la catedral de San Eusebio de Vercelli (un antiguo manuscrito inglés del siglo XX) explica la historia de la cruz con las mismas escenas.< También Santiago de la Vorágine, en su famosa La leyenda dorada, escrita entre 1263 y 1272, trasmite una versión amplia que tuvo una enorme difusión en el mundo medieval.

## Iconografía

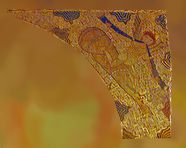
Viento del este.

Presenta el Tapiz de la Creación a Cristo como creador del Cosmos y la Tierra, bendiciendo con el gesto al libro del mundo, que está abierto. El motivo en círculo que irradia del centro hacia fuera representa todo lo que es sobrenatural y espiritual. En cambio, todo lo terrenal está prisionero del tiempo, idea que se expresa con la forma cuadrangular que enmarca el conjunto de la representación. El mundo está representado radialmente como rayos procedentes del Pantocrátor; sin la radiación divina el mundo dejaría de existir.
En cuanto a la interpretación de los vientos, en la Edad Media representan unas entidades cualitativas del mundo, tal como lo hizo Hildegard de Bingen. Este simbolismo se puede encontrar en los sarcófagos de la primera época cristina, donde se aprecian medias figuras masculinas con alas o sin ellas, soplando caracolas de mar o cuernos.

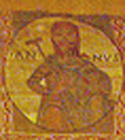
Interpretación del año.

La estructura de la representación en las franjas superior y laterales, con los símbolos de las estaciones y los meses del año, ya se apreciaba en las catacumbas, las que lo adaptaron de la antigüedad pagana. En el bordado de Gerona el año está simbolizado como un hombre barbudo con la rueda del tiempo en la parte izquierda y una herramienta de trabajo en la derecha. Después de la iconografía de las estaciones, en la parte derecha del espectador se ve la constelación de Hércules, que antiguamente se creía que era la representación de Abel, y en la parte derecha, Sansón, con la quijada de asno con la que mató mil filisteos, simboliza los esbirros cayendo delante de Cristo. Finalmente, en los extremos aparecen los símbolos de los ríos del Paraíso, a pesar de qué el de la derecha no hay más que un pequeño fragmento. En las franjas laterales se representan los meses; faltan noviembre, diciembre y enero, así como dos de los cuatro cuadrantes que representan los ríos del Paraíso.
De esta época las representaciones de los días de la semana son bastante escasas; en el tapiz de Gerona se pueden ver dos. En la parte inferior izquierda hay un círculo con la leyenda dies soli (día del sol), en referencia al domingo, simbolizado como un hombre (seguramente Helios), con corona flameante y sobre una cuadriga con caballos en cuatro colores, en correspondencia con la tradición romana; el hecho de ponerle un globo terráqueo es la forma de cristianizar la representación de Helios. En el otro lado del bordado se ve el texto dies lunae (día de la luna, lunes), y se ve un carro tirado por dos bueyes, también como se simbolizaba en la época romana; este cuadrante se encuentra fragmentado, y por lo tanto está incompleto no pudiéndose observar totalmente.

## Escenas del Tapiz de la Creación
La numeración de las escenas corresponde a la que aparece en la ilustración de la derecha.
Círculos centrales

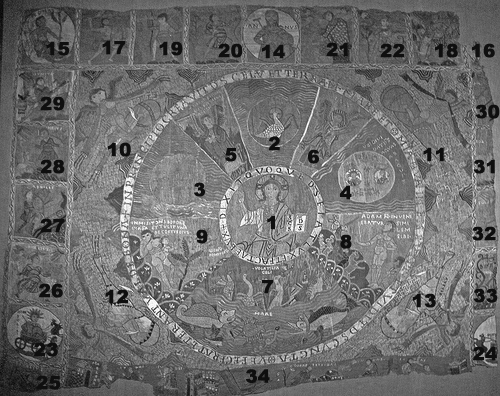
Numeración de las escenas del Tapiz románico de la Creación

1. Cristo, representado como Pantocrátor y creador del mundo, rodeado por un círculo con palabras del Génesis.
2. El espíritu de Dios, con forma de paloma y la inscripción Spiritus Dei ferebatur super aquis - El espíritu de Dios sobrevolaba las aguas.
3. Creación del firmamento, con la inscripción Fecit Deus firmamentum in medio aquarum - Dios creó el firmamento en medio de las aguas.
4. La separación de las aguas, con las inscripciones Ubi dividat Deus aquas ab aquis y Sol et Luna - Donde Dios separa las aguas de las aguas y Sol y Luna.
5. Ángel de las tinieblas, con antorcha y la inscripción Tenebre erant super faciem abissi - La oscuridad planeaba sobre el abismo.
6. Ángel de la luz, con inscripción Lux - Luz.
7. Creación de los peces y las aves, con las inscripciones Volatilia a coelis y Cete grandia - Las aves del cielo y grandes ballenas
8. Adán buscando otro hombre entre los animales del Paraíso y la inscripción Adam non inveniebatur similen sibi - Adán no encontraba a nadie similar a él.
9. Creación de Eva y la inscripción Inmisit Dominus soporem in Adam et tulit unam de costis ejus - Dios dejó dormido profundamente a Adán y tomó una de sus costillas. En el árbol del conocimiento hay la inscripción Lignum pomiferum - Árbol frutal.
Cuadrado que rodea los círculos
| 10. Viento del Norte. 11. Viento del Este 12. Viento del Oeste. 13. Viento del Sur con la inscripción Auster - Viento del Sur. |

Banda exterior superior
14. El año con la rueda del tiempo y una herramienta de trabajo con la inscripción Annus - Año.
15. Uno de los cuatro ríos del Paraíso, con el símbolo de un hombre bañándose y con una ánfora.
16. Pequeño fragmento de otro río del Paraíso.
17. Sansón con la mandíbula del asno.
18. Constelación de Hércules.
19. El verano representado como un hombre y con herramientas de campo para trillar.
20. El otoño representado como un hombre recogiendo la uva y con las inscripciones Autumnus y Nux - Otoño y Nuevo.
21. El invierno representado por una mujer que se calienta cerca del fuego con la inscripción Calefaciens - Calentándose.
22. La primavera representada por un hombre que remueve la tierra del campo.
Bandas exteriores laterales
23. Domingo, con un hombre coronado de fuego sobre una cuadriga y con la inscripción Dies Solis - domingo.
24. lunes, fragmento con la inscripción Dies L ... - Lunes.
25. febrero, fragmento, con el símbolo del pescador y la inscripción Frigus - Fío.
26. marzo, representado como un hombre con una rana y una serpiente; encima está el sol y debajo una cigüeña. Tiene las inscripciones Marcius, Frigus y Ciconia - marzo, Frío y Cigüeña.
27. abril, representado por un hombre labrando y con la inscripción Aprilis - abril.
28. mayo, representado con un hombre que guía un caballo y sostiene un árbol en flor, con la inscripción Maius - mayo.
29. junio, representado por un pescador en el momento de sacar un pez del agua, con la inscripción Junius - junio.
30. julio, fragmento de un segador con cereales y una inscripción Sol - Sol.
31. agosto, fragmento con un campo de espigas y la inscripción  Sol - Sol.
32. septiembre,  fragmento con un trillo.
33. octubre, con la inscripción Vinea - Viña.
Parte inferior
34. Leyenda del encuentro de la Vera Cruz por parte de Santa Elena. Solo se ha conservado un fragmento con las inscripciones Sancta Helena, Hierusalem, Judei - Santa Elena, Jerusalén, Judíos.

## Conservación y restauración

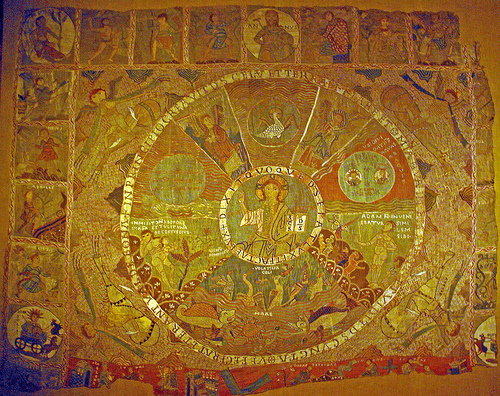
Estado del tapiz antes de la última restauración de 2012.

La conservación del Tapiz de la Creación de Gerona es bastante buena y los colores se mantienen brillantes. Se ha restaurado diversas veces, la primera de ellas en 1884. A principios del siglo XX unas monjas francesas se encargaron de la restauración de veintiocho fragmentos, pero la más completa se realizó el año 1952, cuando se reforzó el tapiz colocando debajo una tela de soporte de color neutro; desde 1961 el resultado se expuso al público en el museo catedralicio de Gerona. La aparición de dos fragmentos del tapiz en el año 1975 propició una cuarta restauración, que la realizaron las monjas Adoratrices de Gerona y que posteriormente se amplió con la instalación sobre una arpillera y una nueva limpieza del bordado. Una hipótesis sobre una posible reconstrucción del bordado, señala que podría haber otro círculo simétrico al del Génesis bajo la historia de la Vera Cruz; en este círculo el centro lo ocuparía el Agnus Dei, que estaría rodeado por un zodiaco. Este esquema sería similar a de San Cuniberto de Colonia.

### Última restauración

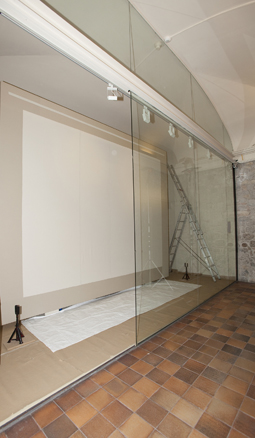
Vitrina y nuevo soporte de exhibición.

Entre los años 2011 y 2012 ha estado sometido a una restauración en el Centro de Restauración de Bienes Muebles de Cataluña en Valldoreix, volviendo a su lugar de exposición original el 4 de abril de 2012, una vez hecho el condicionamiento de la sala para su exposición con el fin de mantener su estabilidad tanto de temperatura y humedad como la calidad del aire. La nueva estructura de aluminio móvil permite mantener el tapiz separado del muro y con una ligera inclinación que evita tensiones de su propio peso; por otro lado la iluminación temporalizada de LEDs también mejora la presentación.

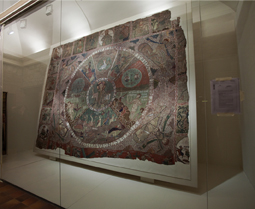
Presentación de la obra en el nuevo espacio condicionado.

Han participado en el acto de presentación del retorno del bordado a la catedral, diversas personalidades entre ellas el consejero de cultura de la Generalidad de Cataluña, Ferran Mascarell, el obispo de Gerona Francesc Pardo, el alcalde de Gerona, Carles Puigdemont y el director de la Fundación "la Caixa". El obispo de Gerona, Francesc Pardo, manifestó después de la restauración realizada en cinco meses:

El Tapiz de la Creación estaba en una situación de deterio por el polvo y las restauraciones realizadas sin medios técnicos, ahora, con esta última hecha a conciencia, parece rejuvenecido y limpio.

Se realizó la restauración completa del tapiz, dentro del programa «Romànic Obert» promovido por el Departamento de Cultura de la Generalidad de Cataluña y la Obra Social "la Caixa" que aportó la cantidad de 136.000 euros.
La pieza fue estudiada, después de sacar la tela de arpillera que le fue colocada en la parte del reverso en la última intervención del año 1975, con un estudio fotográfico, con luz rasante, infrarrojos y ultravioletas y radiografías y una cartografía completa de todas las reparaciones anteriores.Todo este material fue comparado con documentación de diversos archivos fotográficos que conservan en el MNAC y en el Instituto Amatller de Arte Hispánico. Todo el reverso del bordado, por el hecho de haber permanecido tapado, ha conservado el colorido original mucho mejor que la parte delantera. Gracias a técnicas actuales se han podido catalogar los cerca de 265 pedazos de 12 tipologías diferentes de épocas e intervenciones que ha sufrido el tapiz durante todas sus antiguas restauraciones, —entre añadidos, recosidos, zurcidos—. El perímetro del tapiz presentaba partes deshiladas y descosidas de la tela de soporte, así los cosidos que sujetaban el tapiz a la arpillera provocaban muchas tensiones que ponían en peligro la resistencia de las fibras. La obra sufría por el hecho de estar expuesta totalmente en vertical y el bastidor de madera que hacía de soporte rígido, no era suficiente estable; por otro lado la tela estaba clavada en todo su contorno al bastidor de madera, hecho que suponía un factor de riesgo en caso de tener que actuar de urgencia debido a un incendio.
|                                          |
| Revés de la obra restaurada y protegida. |

|                                                           |
| Inspección de la obra a su llegada al museo catedralicio. |

|                                           |
| Colocación del tapiz en el nuevo soporte. |

El proceso de conservación y restauración ha sido llevado a cabo por las conservadoras en tejidos antiguos M.Luz Morata y Carme Masdeu y con el criterio de la mínima intervención y el máximo respeto por todos los elementos que conforman la historia de la obra, conjuntamente con el estudio de los técnicos del CRBMC y el análisis de Benoît de Tapol experto en conservación preventiva del MNAC. La restauración ha proporcionado información nueva sobre su constitución interna. Se han descubierto nuevos colores originales como el púrpura del manto que luce el Pantocrátor. Además, a partir de la lectura de algunas inscripciones se han podido extraer nuevos datos iconográficos, un hecho importante es la inscripción, según la cual parece que el personaje que se creía que representaba Abel podría hacer alusión, de hecho, a la constelación de Hércules.
El bastidor de madera se ha sustituido por uno de aluminio junto con unos paneles de policarbonato que colocados en la parte de atrás hacen la función de cama para el bordado. Todo este montaje puede ser fácilmente desmontable para posibles revisiones periódicas.